# Obovaria subrotunda
Obovaria subrotunda е вид мида от семейство Unionidae. Видът е почти застрашен от изчезване.

## Разпространение
Разпространен е в САЩ.